# Татьяничева, Людмила Константиновна
Людми́ла Константи́новна Татья́ничева (6 [19] декабря 1915, Ардатов, Симбирская губерния — 9 апреля 1980, Москва) — русская советская поэтесса, прозаик и общественный деятель, журналист, собственный корреспондент.

## Биография
Родилась 6 (19) декабря 1915 года в Ардатове (ныне Мордовия) в семье сельской учительницы, Агриппины Степановны Татьяничевой и студента-медика. Мать была литературно одарённой женщиной: вела дневник, писала стихи.
В 1919 году умирает отец. Мать с дочерью уехала учительствовать в село Хлыстовка Чамзинского района.
О том времени Татьяничева писала: «Жили мы в школе рядом с классной комнатой, где мама занималась одновременно с двумя классами. А по вечерам она уходила в Народный дом — учить грамоте взрослых…».
В 1926 году Людмила осталась сиротой; жила на Урале у родственников отца, Константина Рафаиловича и Марии Александровны Кожевниковых. Константина Рафаилович преподавал физику на рабфаке, затем в институтах.
Печататься начала с 1931 года. В 1932 году окончила школу-семилетку, пошла работать токарем на вагоностроительный завод. В 1933 году поступила на заочное отделение в Уральский институт цветных металлов и золота.
В 1934 году, прервав учёбу, приехала на строительство Магнитогорска, где её в 112-м «писательском» бараке приютила семья поэта М. М. Люгарина. Впоследствии об этом периоде своей жизни поэтесса напишет:
Там чуть не каждый мой сосед
Был журналист или поэт…
В рассветный час, в полночный час
В бараке том огонь не гас…
Работала в газетах «На рельсах гиганта», «Магнитогорский рабочий» и была участницей литературного объединения «Буксир». В том же году в журнале «Штурм» появились первые стихи Татьяничевой. Познакомилась со своим будущим мужем — тогдашним заведующим промышленным отделом газеты «Магнитогорский рабочий» Николаем Смелянским, впоследствии драматургом, членом СП СССР.
В 1934—1944 годах литсотрудник редакции газеты «Магнитогорский рабочий»
В 1941 году заочно окончила Литературный институт имени А. М. Горького, вступила в ВКП(б).
В 1943—1953 годах ответственный секретарь Челябинской писательской организации.
В 1944 году работала директором Челябинского областного издательства (1944—1946). В Челябинском книжном издательстве вышла первая книга стихов, «Верность». В 1945 году в том же издательстве вышла вторая книга, «Стихи». Вступила в СП СССР.
В 1956—1958 годах собкор «Литературной газеты» по Уралу.
В 1965 году вместе с мужем переехала в Москву, где они получили квартиру в новом доме ЖСК «Советский писатель».
В 1965—1975 годах секретарь правления СП РСФСР. Член правления СП СССР с 1967 года.
Публиковалась в «Правде», «Советской России», «Литературной газете», «Огоньке», «Октябре», «Знамени» и в других газетах и журналах.
Сотрудничала с композитором Михаилом Чистовым, который написал несколько песен на её стихи: «Ей приснилось, что она Россия» или «Баллада о матери» (исполняла Людмила Зыкина), «Ромашки для влюблённых» (исполняла Валентина Толкунова), «Мне бы только суметь», «Дежурная сестра», «Молчание», «Гудки» (исполнял Александр Розум).
Скончалась 8 апреля 1980 после тяжёлой болезни. Похоронена на Кунцевском кладбище.

## Цитата
Творчество Татьяничевой, с его патриотическими мотивами, воспеванием рабочего класса и строительства социализма, полностью поставлено на службу социалистическому реализму.— Вольфганг Казак: Лексикон русской литературы XX века

## Семья
Муж — Николай Давидович Смелянский (1906—1997), журналист и драматург. Два сына.

## Литературная деятельность

### Книги
1. 1944 — Верность (стихи). — Челябинск, Челябгиз. — 10 000 экз.
2. 1945 — Стихи. — Челябинск, Челябгиз., 46 с., 5 000 экз.
3. 1946 — Лирика. — Свердловск.
4. 1948 — Отчий дом (стихи). — Челябинск, Челябгиз, 80 с., 5 000 экз.
5. 1949 — День рождения.— Свердловск, 72 с., 3 000 экз.
6. 1950 — Родной Урал. — Москва, «Советский писатель», 114 с., 10 000 экз.
7. 1952 — Утро в новом городе. — Челябинск, 84 с., 3 000 экз.
8. 1954 — Вишневый сад. — Свердловск, 64 с., 2 000 экз.
9. 1955 — Лирика. — Челябинск, 60 с., 2 000 экз.
10. 1956 — На лугу. — Челябинск
11. 1958 — Синегорье. — Свердловск., 144 с., 5 000 экз.
12. 1958 — Стихи. — Челябинск, 128 с., 4 000 экз.
13. 1959 — Дело мастера боится. — Челябинск
14. 1960 — Малахит. — Москва: Советский писатель, 168 с., 3 000 экз.
15. 1960 — Лирические строки.— Челябинск, 120 с., 3 000 экз.
16. 1960 — Звезда советская. — М., Детгиз
17. 1960 — Пять веселых молотков. — Свердловск
18. 1961 — Бор звенит (стихи). — Москва, «Правда», 32 c. — 150 000 экз.
19. 1961 — Самое заветное. — Челябинск, 280 с., 10 000 экз.
20. 1963 — Время тёплых дождей. — М., Советский писатель, 108 с., 20 000 экз.
21. 1963 — День погожий. — Челябинск, 112 с., 10 000 экз.
22. 1963 — Хрустальная горка. — Свердловск
23. 1963 — Яблоки для всех. — Челябинск
24. 1964 — Лирические стихи. — Москва, «Художественная литература», 215 с., 25 000 экз.
25. 1964 — Под доброй звездой.
26. 1964 — Свет человеческой души.
27. 1965 — Избранная лирика. 1940—1965. — Челябинск, Южно-Уральское книжное издательство, 339 с. — 20 000 экз.
28. 1965 — Веселый улей. — Челябинск
29. 1966 — Расцвела черемуха.— Челябинск, 110 с., 65 000 экз.
30. 1966 — Избранная лирика
31. 1966 — Область личного счастья.
32. 1967 — Когда говорят о России… (Избранное). — Свердловск, Средне-Уральское книжное издательство, 144 с. — 50 000 экз.
33. 1967 — Что ты умеешь? — М., Малыш
34. 1968 — Царевны (избранная лирика). — Москва, Воениздат, 141 с., 50 000 экз.
35. 1969 — Мой оленёнок (стихи). — Москва, «Советская Россия», 142 с., 50 000 экз.
36. 1969 — Стихотворения. — Москва, «Художественная литература», 256 с., 25 000 экз.
37. 1969 — Живая мозаика. — М., Советская Россия, 128 с., 50 000 экз.
38. 1970 — Зорянка. — Москва, «Советский писатель», 143 с. — 50 000 экз.
39. 1971 — Высокий мой берег. — М., Молодая гвардия, 176 с., 50 000 экз.
40. 1971 — Моя любовь, моя забота. — Москва, Профиздат, 127 с., 25 000 экз.
41. 1972 — Двойная радуга. — М., Детская литература
42. 1972 — Снегопад — Челябинск, 140 с., 10 000 экз.
43. 1973 — Звонкое дерево
44. 1973 — Зорянка. — Москва, «Советская Россия», 142 с. — 25 000 экз.
45. 1974 — Корабельный бор. — Москва, «Советская Россия», 400 с., 50 000 экз. (Поэтическая Россия).
46. 1974 — Пора медосбора. — Москва, «Современник», 143 с. , 25 000 экз. О книге: Крамова Виктория. О России моей: Новинки «Современника» // Огонёк. — 1974. — № 34(2459). — 17 августа. — С. 16.
47. 1975 — Междузорье (стихи). — Москва, «Советский писатель», 142 с., 100 000 экз.
48. 1975 — Лирика. Иллюстрации А. Р. Туманова. — Челябинск, Южно-Уральское книжное издательство, 95 с., 3 000 экз.
49. 1976 — Избранные произведения (в 2 томах). — Москва, «Художественная литература», 327 и 350 с.- 75 000 экз.
50. 1976 — Следы костров. — М., Правда
51. 1977 — У рассвета сосны розовы (стихи). — Москва, «Молодая гвардия», 160 с., 75 000 экз.
52. 1978 — Улица сталевара Грязнова (Магнитогорские встречи). — Москва, «Советская Россия», 96 с.
53. 1978 — Хвойный мёд (книга избранной лирики). — Москва, «Современник», 366 с., 25 000 экз.
54. 1979 — Магнитогорские пальмы (стихи). — Москва, «Советская Россия», 127 с., 25 000 экз.
55. 1979 — Калитка в лес осенний. — М., Советский писатель
56. 1980 — Десять ступеней (стихи 1970—1979). — Челябинск, Южно-Уральское книжное издательство, 190 с. — 20 000 экз.
57. 1981 — Ветвь молнии (стихи). — Баку, «Гянджлик», 26 с.
58. 1981 — Корабельный бор (стихи, пер. с рус.). — Киев, «Радянський письменник», 135 с. Перевод на украинский язык.
59. 1981 — Стихи о любви. — Свердловск, Средне-Уральское книжное издательство, 156 с., 25 000 экз.
60. 1982 — Материнская гордость. — Москва, «Правда», 32 с., 100 000 экз.
61. 1981 — Мне бы только успеть. — Москва, Воениздат, 239 с., 50 000 экз.
62. 1983 — Про Олю (стихи, для дошкольного возраста). — Москва, «Малыш», 18 с., 200 000 экз.
63. 1985 — Зелёное лукошко (стихи, для младшего школьного возраста). — Москва, «Детская литература», 47 с., 100 000 экз
64. 1985—1986 — Собрание сочинений (в 3 томах). — Москва, «Художественная литература». Составление и подготовка текста Н. Смелянского. 50 000 экз.
65. 1989 — Область личного счастья. — Свердловск, Средне-Уральское книжное издательство, 295 с., 25 000 экз.
66. 1997 — Я другой не искала судьбы (избранные стихи). — Оренбург, Печатный дом «Димур», 267 c., 2 000 экз. Составители: Э. Смелянская, Ю. Смелянский.
67. 2002 — Мне бы только успеть (письма и дневники). — Москва, «Русская книга».

### Публикации
1. Стихи. — Поэты литбригады. — Челябинск, Южно-Уральское книжное издательство, 1969, с. 86—93.
2. Стихи. — VI Ручьёвские чтения (сборник материалов межвузовской научной конференции). — Магнитогорск, 2001, т. I, с. 19, 23, 26, 28—29, 32—33.

## Награды и звания
- Премия Челябинского комсомола «Орлёнок» (1969)
- Государственная премия РСФСР имени М. Горького (1971) — за книгу стихов «Зорянка» (1970)[9]
- орден Октябрьской революции (1975)
- два ордена Трудового Красного Знамени (1965, 1971)
- два ордена «Знак Почёта» (1952, 1960)

## Мемориал

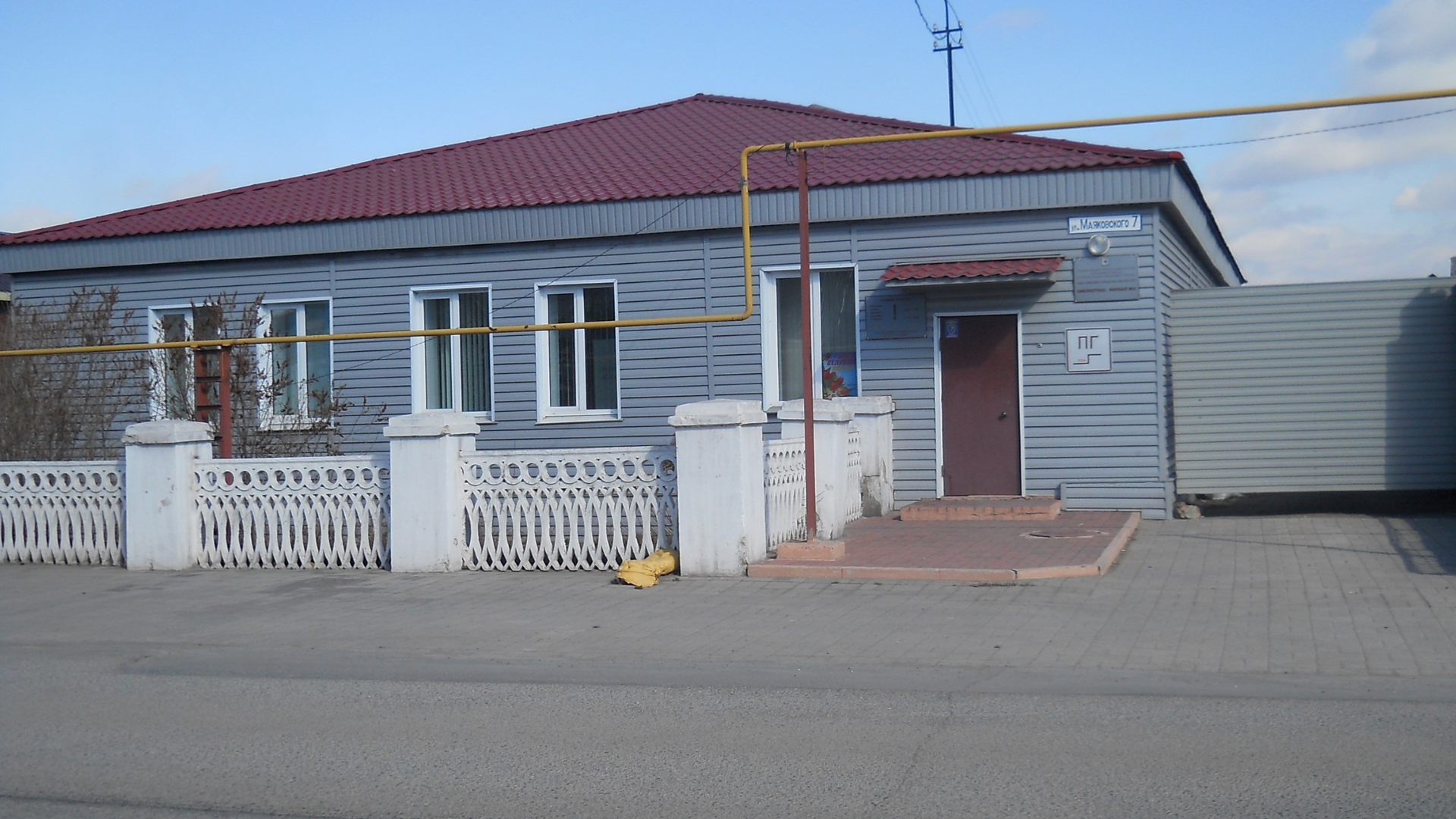
Библиотека № 4 им. Л. К. Татьяничевой в Магнитогорске

Мемориальная доска в Екатеринбурге

Именем Татьяничевой названы улицы в Челябинске и в Магнитогорске (посёлок Западный), челябинская библиотека № 26, а также библиотека № 4 в Магнитогорске (филиал Объединения городских библиотек).
На домах в Магнитогорске, Челябинске и Екатеринбурге, где жила поэтесса, установлены мемориальные таблички в её честь. Учреждена литературная премия имени Л. К. Татьяничевой. В 1992 именем поэтессы названа малая планета № 3517.